# Beisebol nos Jogos Olímpicos de Verão de 2004
O torneio de beisebol nos Jogos Olímpicos de Verão de 2004 foi realizado entre 15 e 25 de agosto no Complexo Olímpico Helênico em Atenas. Oito equipes masculinas diputaram a medalha de ouro, ganha pela equipe de Cuba.

## Medalhistas
| Medalha de ouro | Medalha de prata | Medalha de bronze |
| CUB Cuba Danny Betancourt Luis Borroto Frederich Cepeda Yorelvis Charles Michel Enríquez Norberto González Yulieski Gourriel Pedro Luis Lazo Roger Machado Jonder Martínez Danny Miranda Frank Montieth Vicyohandri Odelín Adiel Palma Eduardo Paret Ariel Pestano Alexei Ramírez Eriel Sánchez Antonio Scull Carlos Tabares Yoandry Urgellés Osmani Urrutia Manuel Vega Norge Luis Vera | AUS Austrália Craig Anderson Tom Brice Adrian Burnside Gavin Fingleson Paul Gonzalez Nick Kimpton Brendan Kingman Craig Lewis Graeme Lloyd Dave Nilsson Trent Oeltjen Wayne Ough Chris Oxspring Brett Roneberg Ryan Rowland-Smith John Stephens Phil Stockman Brett Tamburrino Rich Thompson Andrew Utting Ben Wigmore Glenn Williams Jeff Williams Rodney van Buizen | JPN Japão Ryoji Aikawa Yuya Ando Atsushi Fujimoto Kosuke Fukudome Hirotoshi Ishii Hisashi Iwakuma Hitoki Iwase Kenji Jojima Makoto Kaneko Takuya Kimura Masahide Kobayashi Hiroki Kuroda Daisuke Matsuzaka Daisuke Miura Shinya Miyamoto Arihito Muramatsu Norihiro Nakamura Michihiro Ogasawara Naoyuki Shimizu Yoshinobu Takahashi Yoshitomo Tani Koji Uehara Kazuhiro Wada Tsuyoshi Wada |

## Primeira fase

### Grupo único
| Equipe        | J | V | D | BP | BC | Pct. |
| ------------- | - | - | - | -- | -- | ---- |
| Japão         | 7 | 6 | 1 | 49 | 20 | .857 |
| Cuba          | 7 | 6 | 1 | 41 | 12 | .857 |
| Canadá        | 7 | 5 | 2 | 39 | 17 | .714 |
| Austrália     | 7 | 4 | 3 | 49 | 30 | .571 |
| Taiwan        | 7 | 3 | 4 | 24 | 28 | .429 |
| Países Baixos | 7 | 2 | 5 | 29 | 55 | .285 |
| Grécia        | 7 | 1 | 6 | 24 | 49 | .143 |
| Itália        | 7 | 1 | 6 | 19 | 58 | .143 |

| 15 de agosto  |       |               | |
| Cuba          | 4–1   | Austrália     | |
| Itália        | 0–12* | Japão         | Partida encerrada por Called Game (depois da 7ª entrada, uma equipe abrir vantagem de 10 corridas ou mais) |
| Canadá        | 7–0   | Taiwan        | |
| Grécia        | 0–11  | Países Baixos | |
| 16 de agosto  |       |               | |
| Austrália     | 0–3   | Taiwan        | |
| Canadá        | 9–3   | Itália        | |
| Japão         | 8–3   | Países Baixos | |
| Cuba          | 5–4   | Grécia        | |
| 17 de agosto  |       |               | |
| Países Baixos | 0–7   | Canadá        | |
| Taiwan        | 7–1   | Grécia        | |
| Itália        | 0–6   | Austrália     | |
| Cuba          | 3–6   | Japão         | |
| 18 de agosto  |       |               | |
| Países Baixos | 10–4  | Itália        | |
| Japão         | 4–9   | Austrália     | |
| Grécia        | 0–2   | Canadá        | |
| Taiwan        | 2–10  | Cuba          | |
| 20 de agosto  |       |               | |
| Taiwan        | 4–5   | Itália        | |
| Japão         | 9–1   | Canadá        | |
| Austrália     | 11–6  | Grécia        | |
| Cuba          | 9–2   | Países Baixos | |
| 21 de agosto  |       |               | |
| Japão         | 4–3   | Taiwan        | |
| Canadá        | 2–5   | Cuba          | |
| Países Baixos | 2–22  | Austrália*    | Partida encerrada por Called Game (depois da 7ª entrada, uma equipe abrir vantagem de 10 corridas ou mais) |
| Itália        | 7–12  | Grécia        | |
| 22 de agosto  |       |               | |
| Países Baixos | 1–5   | Taiwan        | |
| Grécia        | 1–6   | Japão         | |
| Itália        | 0–5   | Cuba          | |
| Austrália     | 0–11  | Canadá        | |

## Semifinal
| Equipe                                                                   | 1 | 2 | 3 | 4 | 5 | 6 | 7 | 8 | 9 |   | C | H | E |
| ------------------------------------------------------------------------ | - | - | - | - | - | - | - | - | - | - | - | - | - |
| Austrália                                                                | 0 | 0 | 0 | 0 | 0 | 1 | 0 | 0 | 0 | 1 | 5 | 2 |   |
| Japão                                                                    | 0 | 0 | 0 | 0 | 0 | 0 | 0 | 0 | 0 | 0 | 5 | 0 |   |
| W: Chris Oxspring (2-0) L: Daisuke Matsuzaka (1-1) S: Jeff Williams (2S) |   |   |   |   |   |   |   |   |   |   |   |   |   |
| Home Run                                                                 |   |   |   |   |   |   |   |   |   |   |   |   |   |
| nenhum                                                                   |   |   |   |   |   |   |   |   |   |   |   |   |   |

| Equipe                                          | 1 | 2 | 3 | 4 | 5 | 6 | 7 | 8 | 9 |   | C  | H | E |
| ----------------------------------------------- | - | - | - | - | - | - | - | - | - | - | -- | - | - |
| Canadá                                          | 0 | 0 | 1 | 0 | 2 | 0 | 0 | 0 | 2 | 5 | 9  | 1 |   |
| Cuba                                            | 2 | 0 | 0 | 0 | 0 | 0 | 0 | 6 | x | 8 | 13 | 2 |   |
| W: Danny Betancourt (1-0-1) L: Chris Begg (0-1) |   |   |   |   |   |   |   |   |   |   |    |   |   |
| Home Run                                        |   |   |   |   |   |   |   |   |   |   |    |   |   |
| CAN : R.Radmanovich na 9ª corrida, 1 RBI        |   |   |   |   |   |   |   |   |   |   |    |   |   |

## Disputa pelo bronze
| Equipe                                                                | 1 | 2 | 3 | 4 | 5 | 6 | 7 | 8 | 9 |    | C  | H | E |
| --------------------------------------------------------------------- | - | - | - | - | - | - | - | - | - | -- | -- | - | - |
| Japão                                                                 | 2 | 0 | 4 | 1 | 0 | 0 | 0 | 4 | 0 | 11 | 13 | 0 |   |
| Canadá                                                                | 0 | 0 | 0 | 1 | 1 | 0 | 0 | 0 | 0 | 2  | 5  | 0 |   |
| W: Tsuyoshi Wada (2-0) L: Mike Johnson (1-2)                          |   |   |   |   |   |   |   |   |   |    |    |   |   |
| Home Run                                                              |   |   |   |   |   |   |   |   |   |    |    |   |   |
| JPN : K.Jojima na 1ª corrida, 2 RBI CAN : J.Ware na 5ª corrida, 1 RBI |   |   |   |   |   |   |   |   |   |    |    |   |   |

## Final
| Equipe                                                                    | 1 | 2 | 3 | 4 | 5 | 6 | 7 | 8 | 9 |   | C  | H | E |
| ------------------------------------------------------------------------- | - | - | - | - | - | - | - | - | - | - | -- | - | - |
| Cuba                                                                      | 0 | 0 | 0 | 2 | 0 | 4 | 0 | 0 | 0 | 6 | 13 | 1 |   |
| Austrália                                                                 | 0 | 0 | 0 | 0 | 1 | 0 | 0 | 1 | 0 | 2 | 7  | 0 |   |
| W: Adiel Palma (3-0) L: John Stephens (0-2) S: Danny Betancourt (1-0-2)   |   |   |   |   |   |   |   |   |   |   |    |   |   |
| Home Run                                                                  |   |   |   |   |   |   |   |   |   |   |    |   |   |
| CUB : F.Cepeda na 4ª corrida, 2 RBI AUS : P.Gonzalez na 5ª corrida, 1 RBI |   |   |   |   |   |   |   |   |   |   |    |   |   |